# Laurana (traghetto)
Il Laurana è una nave traghetto appartenente alla compagnia di navigazione italiana Siremar C&T Isole Minori.

## Caratteristiche
Il Laurana dispone dei seguenti servizi: 158 cabine, poltrone reclinabili, bar, ristorante e un self service.

## Servizio

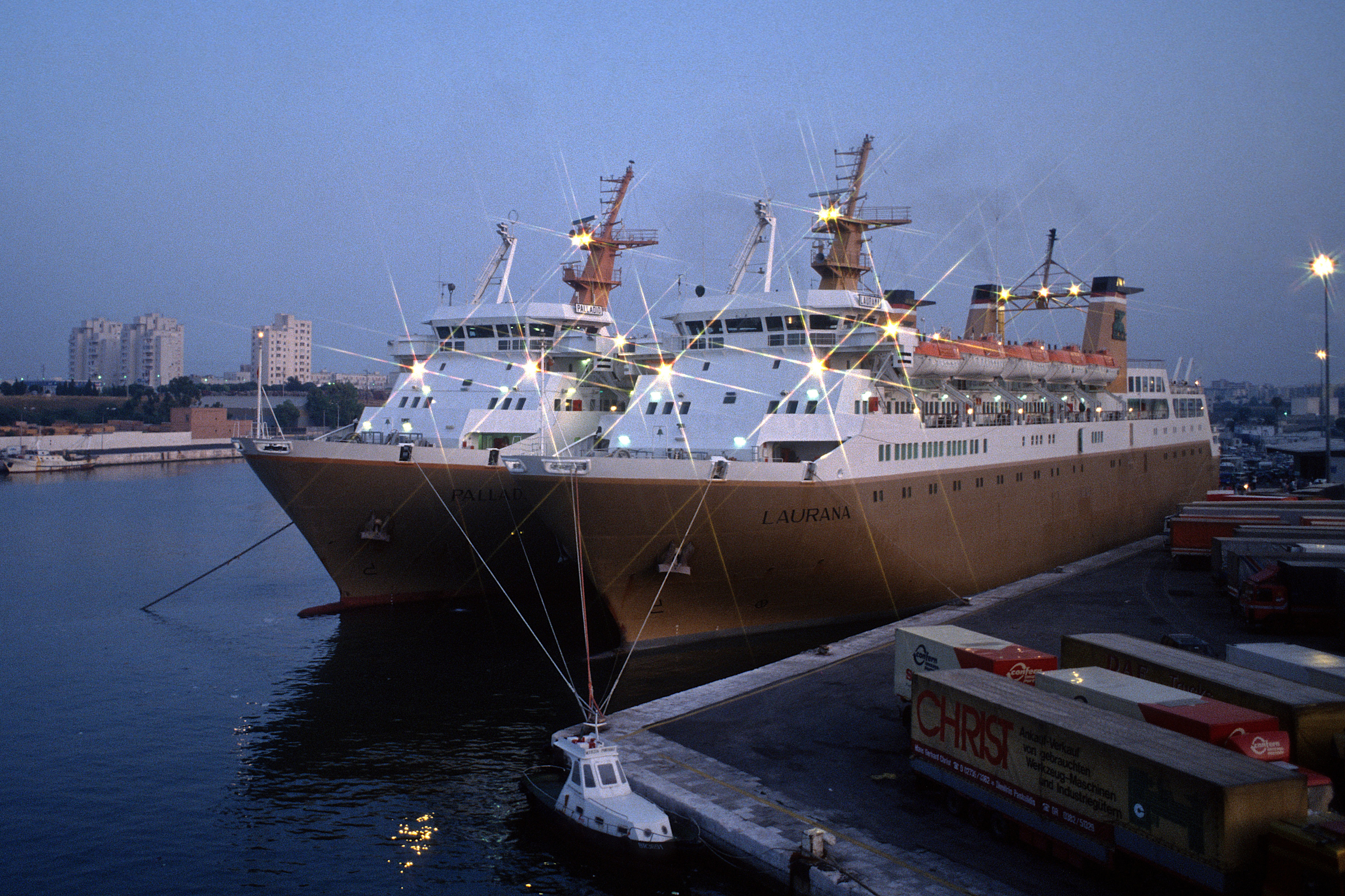
Laurana e Palladio a Brindisi (1993)

La nave, terza di una classe di tre unità gemelle, è stato costruita nel 1992 dalla Fincantieri di Palermo per l'allora compagnia Adriatica di Navigazione. Fino al 2003 la nave ha prestato servizio sulle rotte dell'Adriatico tra Italia, Croazia, Montenegro e Albania. Nel 2004 è stata acquistata, insieme alle due unità gemelle Sansovino e Palladio, dalla compagnia regionale siciliana Siremar. 
Ad agosto 2016 presso il molo norimberga di Messina, viene applicata la nuova livrea Siremar C&T Isole Minori. 
A Gennaio 2018, la nave durante i lavori di manutenzione a Messina, vengono tolte 4 scialuppe su 8. Due sul lato di dritta e due sul lato sinistro. 
Tra gennaio e luglio 2019 la nave è stata sottoposta a lavori di manutenzione e ricondizionamento presso i cantieri di Messina, rientrando in servizio all'inizio della stagione estiva.
Nel dicembre del 2020 la nave ha sostituito temporaneamente la gemella Sansovino (ferma per manutenzione) sulla linea che collega Porto Empedocle alle Isole Pelagie.
Tra marzo e maggio 2021, la nave affianca solo il sabato la nave "Cartour Delta" sulla linea Messina-Salerno.
Il 20 febbraio 2022 il traghetto rientra ai cantieri navali di Palermo per lavori di manutenzione, per poi tornare in pianta stabile sulla rotta che collega Milazzo con le isole Eolie e Napoli.
Il 6 novembre 2024 la nave parte da Milazzo alle volta di Trapani per effettuare il collegamento Trapani - Pantelleria sostituendo il traghetto Paolo Veronese.
Attualmente Luglio 2025 opera nella tratta Milazzo - Isole Eolie - Napoli.

## Navi gemelle
- Palladio
- Sansovino